# آندره برتمیو
آندره برتمیو (فرانسوی: André Berthomieu‎؛ ‏ ۱۶ فوریهٔ ۱۹۰۳ – ۱۰ آوریل ۱۹۶۰) کارگردان فیلم، و فیلم‌نامه‌نویس اهل فرانسه بود. از جمله فیلم‌های که آندره کارگردانی آنها را برعهده داشته می‌توان به فیلم صامت نه خیلی احمق و نه خیلی احمق اشاره کرد.